# Tour der British and Irish Lions nach Südafrika 2009
| Tour der British and Irish Lions Lions nach Südafrika 2009 | Tour der British and Irish Lions Lions nach Südafrika 2009 | Tour der British and Irish Lions Lions nach Südafrika 2009 | Tour der British and Irish Lions Lions nach Südafrika 2009 | Tour der British and Irish Lions Lions nach Südafrika 2009 |
| Übersicht                                                  | S                                                          | G                                                          | U                                                          | N                                                          |
| ---------------------------------------------------------- | ---------------------------------------------------------- | ---------------------------------------------------------- | ---------------------------------------------------------- | ---------------------------------------------------------- |
| Test Matches                                               | 03                                                         | 1                                                          | 0                                                          | 2                                                          |
| Sonstige Spiele                                            | 07                                                         | 7                                                          | 0                                                          | 0                                                          |
| Gesamt                                                     | 10                                                         | 8                                                          | 0                                                          | 2                                                          |
|                                                            |                                                            |                                                            |                                                            |                                                            |
| Südafrika                                                  | 03                                                         | 1                                                          | 0                                                          | 2                                                          |

Die Tour der British and Irish Lions nach Südafrika 2009 war eine Tour der Rugby-Union-Auswahlmannschaft British and Irish Lions. Sie reiste von Ende Mai bis Anfang Juli 2009 durch Südafrika und bestritt zehn Spiele. Darunter waren drei Test Matches gegen die südafrikanische Nationalmannschaft, von denen eines mit einem Sieg und zwei mit einer Niederlage endeten. Auf dem Programm standen auch sieben Begegnungen mit regionalen Auswahlteams, wobei sechs Siege und ein Unentschieden resultierten.

## Ereignisse
Die South African Rugby Union bestätigte am 21. September 2007, dass die Tour stattfinden würde. Der Geschäftsführer der Lions, John Feehan, teilte im November 2007 mit, dass vor der Abreise kein Spiel im eigenen Land ausgetragen würde, wie es noch 2005 der Fall gewesen war. Ebenso würden weniger Spieler und Personal nach Südafrika reisen als vier Jahre zuvor nach Neuseeland. Cheftrainer Ian McGeechan hatte geplant, die Lions-Mannschaft zu einem Höhentrainingslager in die spanische Großstadt Granada am Fuße der Sierra Nevada zu entsenden, doch am 27. April gab er bekannt, dass die Reise aufgrund von Problemen mit der Verfügbarkeit von Spielern abgesagt worden sei. Das Format war ähnlich wie bei der Neuseeland-Tour 2005. Wie damals standen sechs Spiele vor dem ersten Test Match und ein Spiel in der Wochenmitte zwischen dem ersten und zweiten Test Match auf dem Programm; im Gegensatz zu 2005 gab es kein Spiel in der Wochenmitte zwischen dem zweiten und dritten Test Match. Aufgrund ihrer Unbeliebtheit fand die Hymne The Power of Four bei dieser Tour keine Verwendung mehr.
Südafrika gewann das erste Test Match in Durban mit 26:21. Die Springboks führten zur Halbzeit mit 19:7 und nach 50 Minuten mit 26:7. Sie hatten das Gedränge dominiert, bis die Lions mehrere Auswechslungen vornahmen. Die Lions kämpften sich zurück und erzielten späte Versuche durch Tom Croft und Mike Phillips, doch Südafrika blieb dran. In den letzten zehn Minuten des Spiels wurden den Lions zwei Versuche durch den Videoschiedsrichter aberkannt. Das zweite Test Match in Pretoria gewann Südafrika mit dem letzten Kick des Spiels – einem Penalty von Morné Steyn aus der eigenen Platzhälfte – mit 28:25. Die Lions hatten nach einer Stunde mit 19:8 geführt, doch dank der Versuche von Bryan Habana und Jaque Fourie konnte Südafrika noch einmal ausgleichen, bevor Steyn den entscheidenden Straftritt verwandelte. Das Spiel wurde als „verheerend“ für die Lions beschrieben, die am Ende „eher wie eine Szene aus der Fernsehserie Emergency Room als wie ein Rugbyteam aussahen“.
Die Lions gewannen das dritte Test Match in Johannesburg mit 28:9, was die Times als „eine der besten und heldenhaftesten Leistungen in der Geschichte der Lions“ bezeichnete. Nachdem die Springboks die Serie bereits für sich entschieden hatten, gab es in deren Kader zehn Veränderungen gegenüber der Vorwoche, und auch bei den Lions gab es einige Wechsel. Die Lions gingen von Anfang an in Führung und gaben diese nicht wieder her. Simon Shaw erhielt eine Zeitstrafe, weil er Fourie du Preez mit dem Knie getroffen hatte, später erhielt er auch eine zweiwöchige Sperre. Dies war der erste Sieg der Lions in einem Test Match seit acht Jahren.

## Spielplan
- Hintergrundfarbe grün = Sieg
- Hintergrundfarbe gelb = Unentschieden
- Hintergrundfarbe rot = Niederlage

(Test Matches sind grau unterlegt; Ergebnisse aus der Sicht der Lions)
| #  | Datum         | Gegner                      | Ort            | Stadion                    | Ergebnis |
| -- | ------------- | --------------------------- | -------------- | -------------------------- | -------- |
| 01 | 30. Mai 2009  | South Africa President’s XV | Rustenburg     | Royal Bafokeng Stadium     | 37:25    |
| 02 | 03. Juni 2009 | Golden Lions                | Johannesburg   | Ellis Park Stadium         | 74:10    |
| 03 | 06. Juni 2009 | Free State Cheetahs         | Bloemfontein   | Free State Stadium         | 26:24    |
| 04 | 10. Juni 2009 | Natal Sharks                | Durban         | Kings Park Stadium         | 26:23    |
| 05 | 13. Juni 2009 | Western Province            | Kapstadt       | Newlands Stadium           | 39:3     |
| 06 | 16. Juni 2009 | Southern Kings              | Port Elizabeth | Nelson Mandela Bay Stadium | 20:8     |
| 07 | 20. Juni 2009 | Südafrika                   | Durban         | Kings Park Stadium         | 21:26    |
| 08 | 23. Juni 2009 | Emerging Springboks         | Kapstadt       | Newlands Stadium           | 13:13    |
| 09 | 27. Juni 2009 | Südafrika                   | Pretoria       | Loftus Versfeld Stadium    | 25:28    |
| 10 | 04. Juli 2009 | Südafrika                   | Johannesburg   | Ellis Park Stadium         | 28:9     |

## Test Matches

### Erstes Test Match
| 20. Juni 2009 15:00 SAST | Südafrika | 26 : 21        | British and Irish Lions                                                             | Kings Park Stadium, Durban Zuschauer: 47.813 Schiedsrichter: Bryce Lawrence (Neuseeland) |
| 20. Juni 2009 15:00 SAST | Versuche: Smit 5. erh. Brüssow 46. erh. Erhöhungen: Pienaar (2/2) Straftritte: Pienaar (3/4) 10., 31., 36. Dropgoals: F. Steyn (1/2) 20. | (19:7) Bericht | Versuche: Croft (2) 22. erh., 67. erh. Phillips 74. erh. Erhöhungen: S. Jones (3/3) | Kings Park Stadium, Durban Zuschauer: 47.813 Schiedsrichter: Bryce Lawrence (Neuseeland) |

| 15                 | François Steyn      |             |
| 14                 | JP Pietersen        |             |
| 13                 | Adrian Jacobs       | 74.         |
| 12                 | Jean de Villiers    | 57.         |
| 11                 | Bryan Habana        |             |
| 10                 | Ruan Pienaar        | 64. bis 74. |
| 09                 | Fourie du Preez     | 69.         |
| 08                 | Pierre Spies        |             |
| 07                 | Juan Smith          |             |
| 06                 | Heinrich Brüssow    | 51.         |
| 05                 | Victor Matfield     |             |
| 04                 | Bakkies Botha       | 57.         |
| 03                 | John Smit (c)       | 64. bis 76. |
| 02                 | Bismarck du Plessis |             |
| 01                 | Tendai Mtawarira    | 64.         |
| Auswechselspieler: |                     |             |
| 16                 | Gurthrö Steenkamp   | 64.         |
| 17                 | Deon Carstens       | 64. 76.     |
| 18                 | Andries Bekker      | 57.         |
| 19                 | Danie Rossouw       | 51.         |
| 20                 | Ricky Januarie      | 69.         |
| 21                 | Jaque Fourie        | 57.         |
| 22                 | Morné Steyn         | 64.         |
| Trainer:           |                     |             |
| Peter de Villiers  |                     |             |

| 15                 | Lee Byrne           | 37. |
| 14                 | Tommy Bowe          |     |
| 13                 | Brian O’Driscoll    |     |
| 12                 | Jamie Roberts       |     |
| 11                 | Ugo Monye           |     |
| 10                 | Stephen Jones       |     |
| 09                 | Mike Phillips       |     |
| 08                 | Jamie Heaslip       |     |
| 07                 | David Wallace       | 66. |
| 06                 | Tom Croft           |     |
| 05                 | Paul O’Connell (c)  |     |
| 04                 | Alun Wyn Jones      | 69. |
| 03                 | Phil Vickery        | 44. |
| 02                 | Lee Mears           | 49. |
| 01                 | Gethin Jenkins      |     |
| Auswechselspieler: |                     |     |
| 16                 | Matthew Rees        | 49. |
| 17                 | Adam Rhys Jones     | 44. |
| 18                 | Donncha O’Callaghan | 69. |
| 19                 | Martyn Williams     | 66. |
| 20                 | Harry Ellis         |     |
| 21                 | Ronan O’Gara        |     |
| 22                 | Rob Kearney         | 37. |
| Trainer:           |                     |     |
| Ian McGeechan      |                     |     |

### Zweites Test Match
| 27. Juni 2009 15:00 SAST | Südafrika | 28 : 25        | British and Irish Lions | Loftus Versfeld Stadium, Pretoria Zuschauer: 51.511 Schiedsrichter: Christophe Berdos (Frankreich) |
| 27. Juni 2009 15:00 SAST | Versuche: Pietersen 12. n.erh. Habana 63. erh. Fourie 74. erh. Erhöhungen: M. Steyn (2/2) Straftritte: F. Steyn (1/2) 40.+ M. Steyn (2/2) 68., 80.+ | (8:16) Bericht | Versuche: Kearney 7. erh. Erhöhungen: S. Jones (1/1) Straftritte: S. Jones (5/5) 3., 15., 61., 70., 78. Dropgoals: S. Jones (1/1) 36. | Loftus Versfeld Stadium, Pretoria Zuschauer: 51.511 Schiedsrichter: Christophe Berdos (Frankreich) |

| 15                 | François Steyn      |             |
| 14                 | JP Pietersen        |             |
| 13                 | Adrian Jacobs       |             |
| 12                 | Jean de Villiers    | 56.         |
| 11                 | Bryan Habana        |             |
| 10                 | Ruan Pienaar        | 61.         |
| 09                 | Fourie du Preez     |             |
| 08                 | Pierre Spies        |             |
| 07                 | Juan Smith          | 59.         |
| 06                 | Schalk Burger       | 1. bis 11.′ |
| 05                 | Victor Matfield     |             |
| 04                 | Bakkies Botha       | 59.         |
| 03                 | John Smit (c)       |             |
| 02                 | Bismarck du Plessis |             |
| 01                 | Tendai Mtawarira    |             |
| Auswechselspieler: |                     |             |
| 16                 | Chiliboy Ralepelle  |             |
| 17                 | Deon Carstens       |             |
| 18                 | Andries Bekker      | 59.         |
| 19                 | Danie Rossouw       | 59. 61.     |
| 20                 | Heinrich Brüssow    | 61.         |
| 21                 | Jaque Fourie        | 56.         |
| 22                 | Morné Steyn         | 61.         |
| Trainer:           |                     |             |
| Peter de Villiers  |                     |             |

| 15                 | Rob Kearney        |                 |
| 14                 | Tommy Bowe         |                 |
| 13                 | Brian O’Driscoll   | 65.             |
| 12                 | Jamie Roberts      | 67.             |
| 11                 | Luke Fitzgerald    |                 |
| 10                 | Stephen Jones      |                 |
| 09                 | Mike Phillips      |                 |
| 08                 | Jamie Heaslip      |                 |
| 07                 | David Wallace      | 68.             |
| 06                 | Tom Croft          |                 |
| 05                 | Paul O’Connell (c) |                 |
| 04                 | Simon Shaw         |                 |
| 03                 | Adam Rhys Jones    | 45.             |
| 02                 | Matthew Rees       |                 |
| 01                 | Gethin Jenkins     | 23. bis 31. 45. |
| Auswechselspieler: |                    |                 |
| 16                 | Ross Ford          |                 |
| 17                 | Andrew Sheridan    | 23. 31. 45.     |
| 18                 | Alun Wyn Jones     | 45.             |
| 19                 | Martyn Williams    | 68.             |
| 20                 | Harry Ellis        |                 |
| 21                 | Ronan O’Gara       | 67.             |
| 22                 | Shane Williams     | 65.             |
| Trainer:           |                    |                 |
| Ian McGeechan      |                    |                 |

### Drittes Test Match
| 4. Juli 2009 15:00 SAST | Südafrika                                  | 9 : 28         | British and Irish Lions | Ellis Park Stadium, Johannesburg Zuschauer: 58.318 Schiedsrichter: Stuart Dickinson (Australien) |
| 4. Juli 2009 15:00 SAST | Straftritte: M. Steyn (3/3) 12., 40.+, 68. | (6:15) Bericht | Versuche: S. Williams (2) 25. n.erh., 33. erh. Monye 54. erh. Erhöhungen: S. Jones (2/3) Straftritte: S. Jones (3/4) 9., 72., 73. | Ellis Park Stadium, Johannesburg Zuschauer: 58.318 Schiedsrichter: Stuart Dickinson (Australien) |

| 15                 | Zane Kirchner       | 57.         |
| 14                 | Odwa Ndungane       |             |
| 13                 | Jaque Fourie        | 23. bis 24. |
| 12                 | Wynand Olivier      |             |
| 11                 | Jongi Nokwe         | 64.         |
| 10                 | Morné Steyn         |             |
| 09                 | Fourie du Preez     | 41.         |
| 08                 | Ryan Kankowski      |             |
| 07                 | Juan Smith          |             |
| 06                 | Heinrich Brüssow    | 1. bis 11.′ |
| 05                 | Victor Matfield     |             |
| 04                 | Johann Muller       |             |
| 03                 | John Smit (c)       |             |
| 02                 | Chiliboy Ralepelle  | 41.         |
| 01                 | Tendai Mtawarira    | 72.         |
| Auswechselspieler: |                     |             |
| 16                 | Bismarck du Plessis | 41.         |
| 17                 | Gurthrö Steenkamp   | 72.         |
| 18                 | Deon Carstens       |             |
| 19                 | Steven Sykes        |             |
| 20                 | Pierre Spies        | 64.         |
| 21                 | Ruan Pienaar        | 41.         |
| 22                 | François Steyn      | 23. 24. 57. |
| Trainer:           |                     |             |
| Peter de Villiers  |                     |             |

| 15                 | Rob Kearney        |                  |
| 14                 | Ugo Monye          |                  |
| 13                 | Tommy Bowe         |                  |
| 12                 | Riki Flutey        | 55.              |
| 11                 | Shane Williams     |                  |
| 10                 | Stephen Jones      |                  |
| 09                 | Mike Phillips      |                  |
| 08                 | Jamie Heaslip      |                  |
| 07                 | Martyn Williams    | 76.              |
| 06                 | Joe Worsley        | 31. bis 34. 66.  |
| 05                 | Paul O’Connell (c) |                  |
| 04                 | Simon Shaw         | 37. bis 47.′ 69. |
| 03                 | Phil Vickery       | 55.              |
| 02                 | Matthew Rees       | 37.              |
| 01                 | Andrew Sheridan    |                  |
| Auswechselspieler: |                    |                  |
| 16                 | Ross Ford          | 37.              |
| 17                 | John Hayes         | 55.              |
| 18                 | Alun Wyn Jones     | 69.              |
| 19                 | David Wallace      | 76.              |
| 20                 | Tom Croft          | 31. 34. 66.      |
| 21                 | Harry Ellis        | 55.              |
| 22                 | James Hook         |                  |
| Trainer:           |                    |                  |
| Ian McGeechan      |                    |                  |

## Kader

### Management
- Tourmanager: Gerald Davies
- Trainer: Ian McGeechan
- Assistenztrainer: Shaun Edwards, Warren Gatland, Rob Howley, Neil Jenkins, Graham Rowntree
- Kapitän: Paul O’Connell

### Spieler
Der Kader der Lions wurde am 21. April bekannt gegeben. Er umfasste ursprünglich 14 Iren, 13 Waliser, acht Engländer und zwei Schotten. Tomás O’Leary fiel bereits im Vorfeld der Tour aufgrund eines Knöchelbruchs aus und wurde durch Mike Blair ersetzt. Tom Shanklin konnte ebenfalls nicht mitreisen, da er sich eine Schulterverletzung zuzog. Zudem fehlte Alan Quinlan, der wegen unsportlichen Verhaltens im Heineken-Cup-Halbfinale gegen Leinster für zwölf Wochen gesperrt wurde. Er wurde durch Tom Croft ersetzt. Jerry Flannery musste ebenfalls ersetzt werden, er verletzte sich am Ellbogen. Für ihn wurde Ross Ford nachnominiert. Leigh Halfpenny konnte die Tour zunächst nicht antreten, er reiste zum Spiel gegen die Cheetahs nach Südafrika. Für ihn kam James Hook in den Kader. Halfpenny verletzte sich wenige Tage nach seiner Ankunft in Südafrika erneut und musste wieder abreisen. Nach einigen leichteren Verletzungen wurde der Ire Gordon D’Arcy im Vorfeld des Spiels gegen die Golden Lions in den Kader aufgenommen. Stephen Ferris musste nach einem Riss im Knie am 9. Juni abreisen. Er wurde durch den walisischen Kapitän Ryan Jones ersetzt, der jedoch nach einer ärztlichen Untersuchung nach einem Tag wieder abreisen musste. Euan Murray verletzte sich im Spiel gegen die Southern Kings am Knöchel und musste die Tour frühzeitig verlassen. Für ihn wurde John Hayes nachnominiert. Nach dem ersten Test gegen Südafrika wurde der Engländer Tim Payne in den Kader aufgenommen, da Andrew Sheridan aufgrund hartnäckiger Rückenprobleme nur bedingt einsatzfähig war.
| Spieler          | Position         | Mannschaft       |
| ---------------- | ---------------- | ---------------- |
| Mike Blair       | Gedrängehalb     | Edinburgh Rugby  |
| Harry Ellis      | Gedrängehalb     | Leicester Tigers |
| Mike Phillips    | Gedrängehalb     | Ospreys          |
| James Hook       | Verbinder        | Ospreys          |
| Stephen Jones    | Verbinder        | Scarlets         |
| Ronan O’Gara     | Verbinder        | Munster Rugby    |
| Gordon D’Arcy    | Innendreiviertel | Leinster Rugby   |
| Keith Earls      | Innendreiviertel | Munster Rugby    |
| Riki Flutey      | Innendreiviertel | London Wasps     |
| Brian O’Driscoll | Innendreiviertel | Leinster Rugby   |
| Jamie Roberts    | Innendreiviertel | Cardiff Blues    |
| Tommy Bowe       | Außendreiviertel | Ospreys          |
| Luke Fitzgerald  | Außendreiviertel | Leinster Rugby   |
| Leigh Halfpenny  | Außendreiviertel | Cardiff Blues    |
| Ugo Monye        | Außendreiviertel | Harlequins       |
| Shane Williams   | Außendreiviertel | Ospreys          |
| Lee Byrne        | Schlussmann      | Ospreys          |
| Rob Kearney      | Schlussmann      | Leinster Rugby   |

| Spieler             | Position             | Mannschaft         |
| ------------------- | -------------------- | ------------------ |
| John Hayes          | Pfeiler              | Munster Rugby      |
| Gethin Jenkins      | Pfeiler              | Cardiff Blues      |
| Adam Rhys Jones     | Pfeiler              | Ospreys            |
| Euan Murray         | Pfeiler              | Northampton Saints |
| Tim Payne           | Pfeiler              | London Wasps       |
| Andrew Sheridan     | Pfeiler              | Sale Sharks        |
| Phil Vickery        | Pfeiler              | London Wasps       |
| Ross Ford           | Hakler               | Edinburgh Rugby    |
| Lee Mears           | Hakler               | Bath Rugby         |
| Matthew Rees        | Hakler               | Scarlets           |
| Nathan Hines        | Zweite-Reihe-Stürmer | USA Perpignan      |
| Alun Wyn Jones      | Zweite-Reihe-Stürmer | Ospreys            |
| Donncha O’Callaghan | Zweite-Reihe-Stürmer | Munster Rugby      |
| Paul O’Connell      | Zweite-Reihe-Stürmer | Munster Rugby      |
| Simon Shaw          | Zweite-Reihe-Stürmer | London Wasps       |
| Tom Croft           | Flügelstürmer        | Leicester Tigers   |
| Stephen Ferris      | Flügelstürmer        | Ulster Rugby       |
| Ryan Jones          | Flügelstürmer        | Ospreys            |
| David Wallace       | Flügelstürmer        | Munster Rugby      |
| Martyn Williams     | Flügelstürmer        | Cardiff Blues      |
| Joe Worsley         | Flügelstürmer        | London Wasps       |
| Jamie Heaslip       | Nummer Acht          | Leinster Rugby     |
| Andy Powell         | Nummer Acht          | Cardiff Blues      |